# Phänomen Granit 27
Der Phänomen Granit 27 ist ein leichter Lkw des VEB Kraftfahrzeugwerk Phänomen Zittau. Der Zweitonner mit Hinterradantrieb war im damaligen DDR-Fahrzeugbau über dem Framo V 901 und unter dem IFA H3A angesiedelt.

## Geschichte
Das Fahrzeug beruhte auf dem Phänomen Granit 1500 (1,5 t Nutzlast), den ab 1941 die damaligen Phänomen Werke Gustav Hiller AG produzierten. Als Volkseigener Betrieb (VEB) Kraftfahrzeugwerk Phänomen begann man 1948 mit der Produktion eines Stationärmotors IFA-Granit 27. 1948 stellte das Unternehmen auf der Leipziger Messe diese nach ihrem 2,7-l-Hubraum nun als Granit 27 bezeichnete Weiterentwicklung vor. Die ersten Serienfahrzeuge verließen das Werk 1950. Die Nutzlast wurde 1951 auf 2 Tonnen erhöht.
Ziel des Betriebsleiters Langer war es, in eigenständiger Entwicklungsarbeit möglichst viele verschiedene Aufbauvarianten anzubieten sowie am Grundkonzept anspruchsloser, luftgekühlter Motoren festzuhalten. So kam neben verschiedenen Aufbauten auch ein Allradfahrzeug mit verkürztem Radstand ins Programm. 1953 wurde ein Jahresausstoß von 4100 Fahrzeugen erreicht, was etwa dem Doppelten des Vorkriegsniveaus entsprach. Auch der Export kam rasch in Schwung.
Schwerpunkt der Weiterentwicklung waren modernere, stärkere Motoren, die im Nachfolgertyp Phänomen Granit 30K zum Einsatz kamen. Die 1951 angekündigte Diesel-Variante Granit 32 wurde erst parallel zum Granit 30K im Jahr 1953 in Serie überführt.

## Varianten

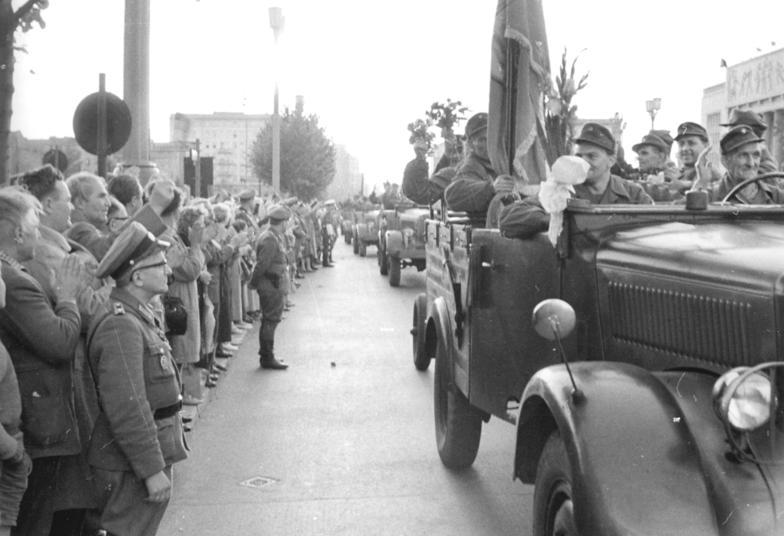
Granit 27 D/Zg beim Appell der Berliner Kampfgruppen am 23. August 1961 in der Karl-Marx-Allee

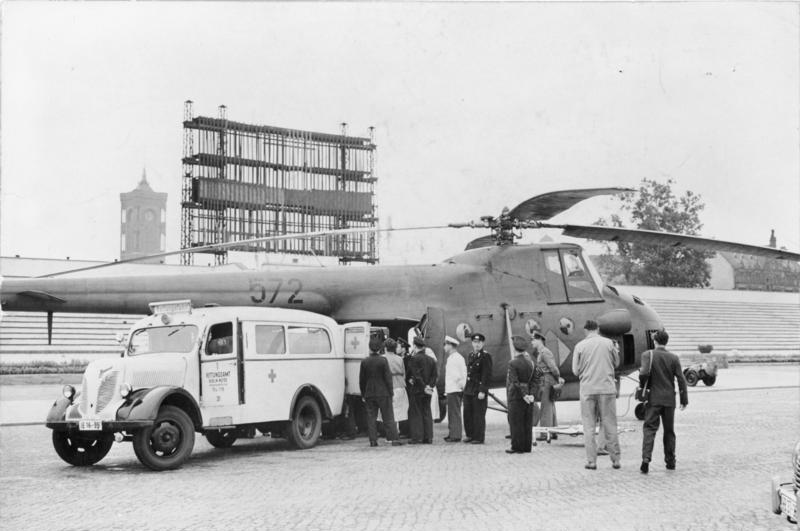
Rettungswagen RTW auf dem Robur Garant 27 an einem Hubschrauber Mil Mi-4

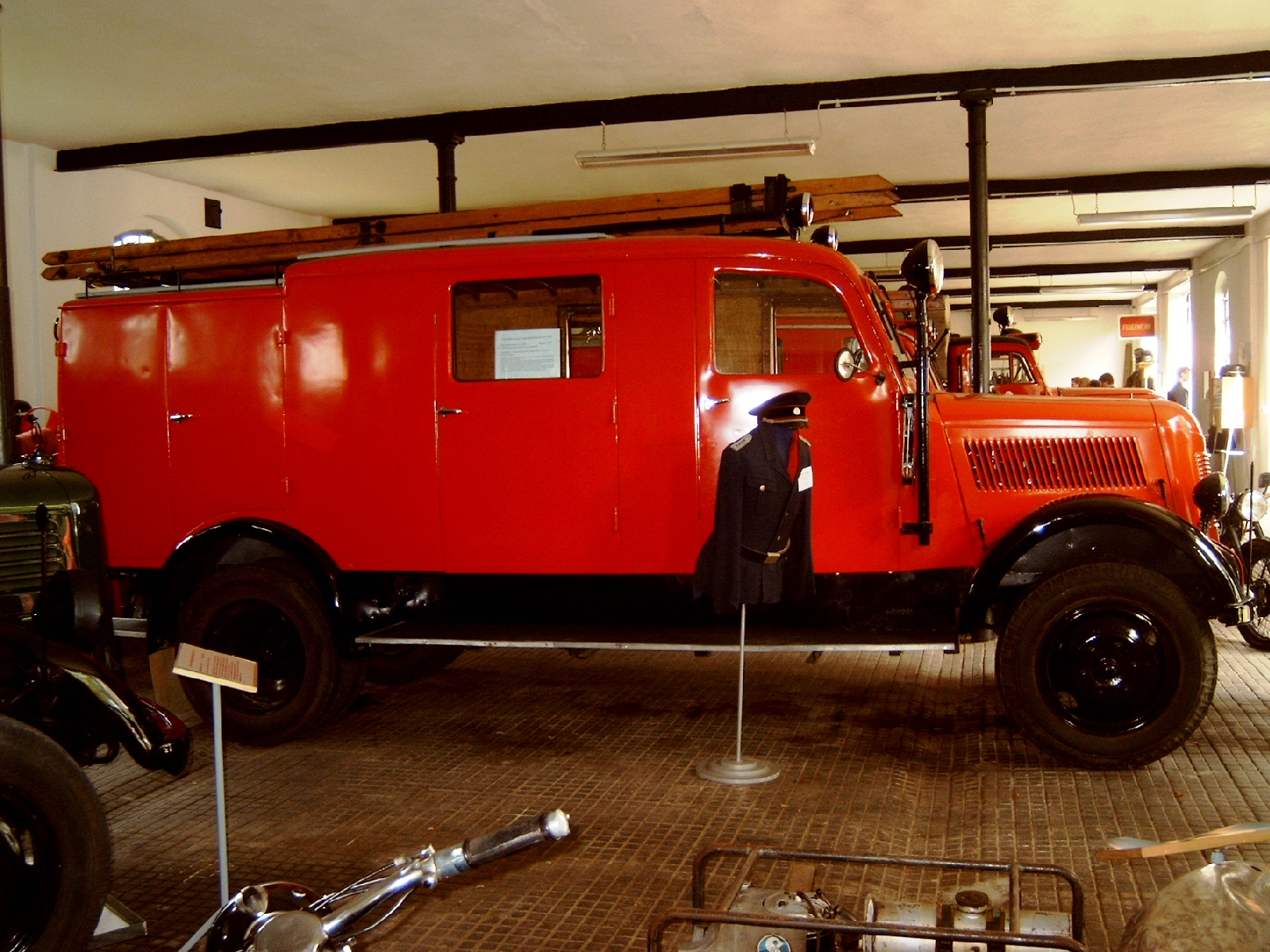
Feuerwehrfahrzeug LF-TS 8

Der Phänomen Granit 27 wurde als Pritschenwagen und langer Pritschenwagen produziert. Weitere Varianten waren ein Kastenwagen und der Krankenwagen.

### Granit 27 D/Zg
Die Phänomen-Werke nahmen 1951 erfolgreich an einer Ausschreibung der Regierung der DDR für die Lieferung von geländegängigen Zugmitteln teil. Daraufhin entstand 1952 der Granit 27 D/Zg (Dienst- und Zugfahrzeug) als Allradfahrzeug 4×4 und bot einer Besatzung von 1+9 Personen Platz. Neben seiner Verwendung durch die Kasernierte Volkspolizei und die Kampfgruppen der Arbeiterklasse diente das Fahrzeug auch bei Feuerwehren als Zughilfsfahrzeug (ZHF) für den Tragkraft-Spritzenanhänger (TSA). Das Fahrzeug hatte eine Nutzlast von 850 kg. Die Höchstgeschwindigkeit lag bei 80 km/h. Eine Version des Granit 27 D/Zg war der Mannschaftstransportwagen (MTW) mit vier hintereinanderliegenden Sitzreihen und Planenverdeck.

### Rettungswagen RTW
Der Rettungswagen RTW auf dem Fahrgestell des Robur Garant 27 wurde zwischen 1949 und 1953 hergestellt. Der limousinenartige Aufbau entstand im VEB Karosseriewerke Halle. Das Fahrzeug hatte eine Besatzung von 1+3 Personen. Zur Ausstattung gehörten unter anderem zwei Tragen. Die Höchstgeschwindigkeit lag bei 80 km/h. Die Phänomen-Rettungswagen wurden ab 1953 durch Rettungsfahrzeuge auf dem Fahrgestell Garant 30k ersetzt.

### Phänomen Garant 27 VW/B 18
Die Typenbezeichnung VW/B18 bedeutet verlängerter Radstand, Fahrgestell mit Windlauf, Bus, 18 Sitzplätze. Der Bus fand wegen seiner Robustheit unter anderem bei der NVA Verwendung. Er eignete sich für den Transport kleiner Gruppen und sollte im Kriegsfall als Verwundetentransporter eingesetzt werden.

### Feuerwehrfahrzeug LF-TS 8
Das Löschgruppenfahrzeug LF-TS 8 wurde ab 1951 auf Basis des Phänomen Granit 27 gebaut. Die Aufbauten wurden im VEB Feuerlöschgerätewerk Görlitz hergestellt. Das Fahrzeug hatte eine Besatzung von 1+8 und war mit zwei Atemschutzgeräten, 8/8-Tragkraftspritze und 180 m C-Druckschläuchen sowie 240 m B-Druckschläuchen ausgerüstet.